# Dusk... and Her Embrace
Dusk... and Her Embrace  è il secondo album in studio del gruppo musicale britannico Cradle of Filth, pubblicato il 18 agosto 1996 dalla Music for Nations.

## Il disco
Secondo la maggior parte dei critici, si tratta del capolavoro della band di Ipswich.
Strutturato quasi come un romanzo, narra l'amore tra un umano e una tenebrosa vampira e musicalmente è caratterizzato, rispetto al predecessore, da maggiori sonorità sinfoniche.
In Haunted Shores compare in veste di ospite Cronos, cantante dei Venom, a cui è affidata la narrazione delle strofe conclusive del disco. Il titolo della canzone The Graveyard by Moonlight è lo stesso della 5ª traccia del secondo demo della band, Orgiastic Pleasures Foul, registrato nel 1992; i due brani tuttavia hanno in comune unicamente il titolo.

## Edizioni
Sono due le edizioni limitate di Dusk... and Her Embrace:
- "Coffin Box" (Cofanetto a forma di bara).
- "Digibook" (Digipack a forma di libriccino).

La prima contiene 2 bonus track, di cui una è la cover di un brano degli Slayer.
La seconda contiene, all'interno della track-list, il rifacimento di una traccia originaria dell'EP V Empire or Dark Faerytales in Phallustein.

## Dusk… and Her Embrace ~ The Original Sin
Per il ventennale del disco è stata pubblicata una versione dell'album contenente le registrazioni effettuate nel 1995 con la precedente line-up, quando ancora la band era sotto contratto per la Cacophonous Records.
Si intitola Dusk… and Her Embrace ~ The Original Sin ed è stato rilasciato sul mercato l'8 luglio del 2016.
Ha una diversa copertina e una differente track-list. Comprende, inoltre, le versioni demo di due tracce come bonus track.
In collaborazione con la Cacophonous Records, è possibile ordinare la propria copia direttamente dal sito della band.

## Tracce
Testi di Dani, musiche dei Cradle of Filth, eccetto dove indicato.

### Versione Standard
1. Humana Inspired to Nightmare – 1:22
2. Heaven Torn Asunder – 7:04
3. Funeral in Carpathia – 8:24
4. A Gothic Romance (Red Roses for the Devil's Whore) – 8:35
5. Malice Through the Looking Glass – 5:30
6. Dusk and Her Embrace – 6:09
7. The Graveyard by Moonlight – 2:28
8. Beauty Slept in Sodom – 6:32
9. Haunted Shores – 7:04

### Coffin Box
1. Humana Inspired to Nightmare – 1:22
2. Heaven Torn Asunder – 7:04
3. Funeral in Carpathia – 8:24
4. A Gothic Romance (Red Roses for the Devil's Whore) – 8:35
5. Malice Through the Looking Glass – 5:30
6. Dusk and Her Embrace – 6:09
7. The Graveyard by Moonlight – 2:28
8. Beauty Slept in Sodom – 6:32
9. Haunted Shores – 7:04
10. Hell Awaits – 5:41 – cover degli Slayer
11. Carmilla's Masque – 2:54

### Digibook
1. Humana Inspired to Nightmare – 1:22
2. Heaven Torn Asunder – 7:04
3. Funeral in Carpathia – 8:24
4. A Gothic Romance (Red Roses for the Devil's Whore) – 8:35
5. Nocturnal Supremacy '96 – 5:58
6. Malice Through the Looking Glass – 5:30
7. Dusk and Her Embrace – 6:09
8. The Graveyard by Moonlight – 2:28
9. Beauty Slept in Sodom – 6:32
10. Haunted Shores – 7:04

## Formazione
Gruppo
- Dani - voce
- Stuart - chitarra
- Gian - chitarra (Malice Through the Looking Glass, ma non presente alla registrazione di nessuna traccia)
- Robin - basso
- Damien - tastiera
- Nicholas - batteria

Coriste
- Sarah Jezebel Deva - voce addizionale
- Danielle Cneajna Cottington - voce addizionale

Altri musicisti
- Cronos - voce narrante (Haunted Shores)